# Nantou, Zhongshan
Nantou, även känd som Namtow, är en köping i sydöstra Kina. Den ligger i staden Zhongshan i provinsen Guangdong, omkring 45 kilometer öster om provinshuvudstaden Guangzhou. Antalet invånare är 130 370. Befolkningen består av 56 430 kvinnor och 73 940 män. Barn under 15 år utgör 9,0 %, vuxna 15-64 år 87 %, och äldre över 65 år 2,0 %.